# Michael Colgrass
Michael Charles Colgrass, né le 22 avril 1932 à Chicago et mort le 2 juillet 2019 à Toronto (Canada),, est un compositeur, percussionniste et pédagogue canadien né américain.

## Biographie
La carrière musicale de Michael Colgrass commence à Chicago, en tant que musicien de jazz dès 1944 jusqu'à 1949. Il est diplômé de l'Université de l'Illinois (1954, interprétation de percussion et composition), où il travaille avec Paul Price (percussion) et Eugene Weigel (composition),. Il suit également l'enseignement d'autres compositeurs, notamment de Darius Milhaud (1953) à l'Aspen Music Festival et Lukas Foss (1954) à Tanglewood. 
Il sert ensuite pendant deux ans en tant que timbalier dans l'Orchestre symphonique de la septième armée à Stuttgart. Il passe ensuite onze ans à New York, en tant que percussionniste indépendant, pour soutenir ses activités de compositeur. Il joue dans des ensembles variés tels que l'Orchestre Philharmonique de New York, le Metropolitan Opera, avec Dizzy Gillespie, la série Stravinsky Dirige Stravinsky du Modern Jazz Recording Orchestra, et dans de nombreux ensembles de ballet, opéra et groupes de jazz. Il organise les sections de percussions des enregistrements et concerts de Gunther Schuller, ainsi que pour des enregistrements et des créations de nouvelles œuvres de John Cage, Elliott Carter, Edgard Varèse et Harry Partch. Au cours de sa période new-yorkaise, il continue à étudier la composition avec Wallingford Riegger (1958) et Ben Weber (1958–1960).
Michael Colgrass reçoit de nombreuses commandes, notamment de l'orchestre philharmonique de New York et l'orchestre symphonique de Boston (par deux fois), ainsi que les orchestres de Minnesota, Detroit, San Francisco, Saint-Louis, Pittsburgh, Washington, Toronto (deux fois), l'Orchestre du centre national des arts (deux fois), de la Société Radio-Canada, du Lincoln Center, de la Société de musique de chambre, des quatuors à cordes de Manhattan et de Muir, du festival de Brighton en Angleterre, les fondations Fromm et Ford, la Corporation for Public Broadcasting et de nombreux autres orchestres, ensembles de musique de chambre, chorales et solistes.
Michael Colgrass se fixe à Toronto en 1974 et remporte le Prix Pulitzer de musique en 1978,, pour sa pièce symphonique Déjà-vu, commandée et créée par l'orchestre philharmonique de New York. En outre, il reçoit un Emmy Award en 1982, pour un documentaire de PBS, Soundings: The Music of Michael Colgrass. Il est aussi récipiendaire de deux bourses Guggenheim, une bourse Rockefeller, le premier prix aux concours international Barlow et Sudler pour ensemble à vent et en 1988, il reçoit le Prix Jules-Léger pour la nouvelle musique de chambre.
Parmi les dernières œuvres de Michael Colgrass, on trouve Crossworlds (2002) pour flûte, piano et orchestre, commande de l'Orchestre symphonique de Boston, créée avec la participation des solistes Marina Piccinini et Andreas Haefliger. En 2003, il dirige la création de sa nouvelle version pour orchestre de chambre des Variations Goldberg de  Bach, avec les membres de l'Orchestre symphonique de Toronto. En 2007, c'est Side by Side pour clavecin, piano modifié (un interprète) et orchestre, commande de l'Esprit Orchestra, le Boston Modern Orchestra Project et le Symphonique de Richmond, mettant en vedette la soliste, Joanne Kong. La première est donnée à Toronto, le 13 mai 2007 sous la direction d'Alex Pauk et la première à Boston, le 2 novembre suivant, sous la direction de Gil Rose. Puis Pan Trio, pour tambours en acier, harpe et percussion (marimba/vibraphone), commandée et créée à Toronto, le 21 mai 2008 par Soundstreams Canada, mettant en vedette le percussionniste virtuose Liam Teague. Son œuvre est également présentée sur l'enregistrement du tromboniste Mark Hetzler en, Blues, Ballads and Beyond.
Il a élaboré un système d'enseignement de la créativité musicale aux enfants dont il a assuré la formation auprès des professeurs de musique des collèges et des lycées, qui ont pu ainsi utiliser ses techniques afin d'apprendre aux enfants à écrire et à jouer leur propre musique. Ses articles sur ces activités ont paru dans Music Educators Journal en septembre 2004 et Adultita, un magazine italien d'éducation. Il a également écrit un certain nombre d'œuvres à l'intention des enfants.
En tant qu'auteur, Michael Colgrass a écrit My Lessons with Kumi, un récit/livre d'exercices, décrivant ses techniques d'interprétation et de créativité. Il donne également des ateliers à travers le monde sur la psychologie et la technique d'interprétation.
Il a joué avec l'ensemble de Harry Partch.
Michael Colgrass habite à Toronto au Canada et gagne sa vie sur la scène internationale en tant que compositeur.
Il est compositeur agréé du Centre de musique canadienne. Parmi ses étudiants figure John Bergamo.

### Famille
Sa femme, Ulla, est une journaliste et éditrice. Elle écrit sur la musique et les arts et son fils Neal est éditeur, journaliste et scénariste.

## Œuvres
Soliste
- Mystic With a Credit Card (1980), 6 min 30 s
- Tales of Power (1980), 24 min
- Te Tuma Te Papa (1994), 12 min
- Wild Riot of the Shaman's Dreams (1992), 8 min
- Wolf (1976), 17 min

Mélodies
- Mystery Flowers of Spring (1985), 4 min
- New People (1969), 18 min
- Night of the Raccoon (1979), 14 min

Musique de chambre
- Flashbacks A Musical Play (1979), 35 min
- A Flute in the Kingdom of Drums and Bells (1994), 35 min
- Folklines: A Counterpoint of Musics, pour quatuor à cordes (1988), 22 min
- Hammer & Bow (1997), 10 min
- Light Spirit (1963), 8 min
- Memento (1982), 16 min
- Pan Trio (2008)
- Rhapsody (1962), 8 min
- Strangers: Irreconcilable Variations, pour clarinette, alto et piano (1986), 24 min
- Variations for Four Drums and Viola (1957), 17 min
- Wind Quintet (1962), 8 min

Orchestre
- As Quiet As (1966), 14 min
- Bach-Goldberg Variations, 30 min
- Ghosts of Pangea (2002), 22 min
- Letter From Mozart (1976), 16 min
- The Schubert Birds (1989), 18 min

Concertant
- Arias (1992), 26 min
- Auras (1972), 15 min
- Chaconne (1984), 26 min
- Concertmasters (1974), 22 min
- Crossworlds (2002), 32 min
- Déjà vu (1977), 18 min
- Delta (1979), 20 min
- Memento (1982), 16 min
- Rhapsodic Fantasy (1964), 8 min
- Side by Side (2007), 22 min
- Snow Walker for Organ and Orchestra (1990), 20 min

Chœur et orchestre
- Best Wishes USA (1976), 34 min
- Theater of the Universe (1972), 18 min
- Image of Man (1974), 20 min
- The Earth's A Baked Apple (1969), 10 min

Ensemble à vent
- Arctic Dreams (1991), 24 min
- Dream Dancer (2001), 22 min
- Raag Mala (2005), 14 min
- Urban Requiem for Saxophone Quartet and Wind Ensemble (1995), 28 min
- Winds of Nagual (1985), A Musical Fable on the Writings of Carlos Castaneda (1985), 25 min

Théâtre musical
- Something's Gonna Happen (1978), 45 min
- Virgil's Dream (1967), 35 min

Percussions
- Chamber Music for Percussion Quintet (1954), 5 min
- Concertino for Timpani (1953), 10 min
- Fantasy Variations (1961), 12 min
- Inventions on a Motive (1955), 8 min
- Percussion Music (1953), 5 min
- Three Brothers (1951), 4 min
- Variations for Four Drums and Viola (1957), 17 min